# Šalvěj přeslenitá

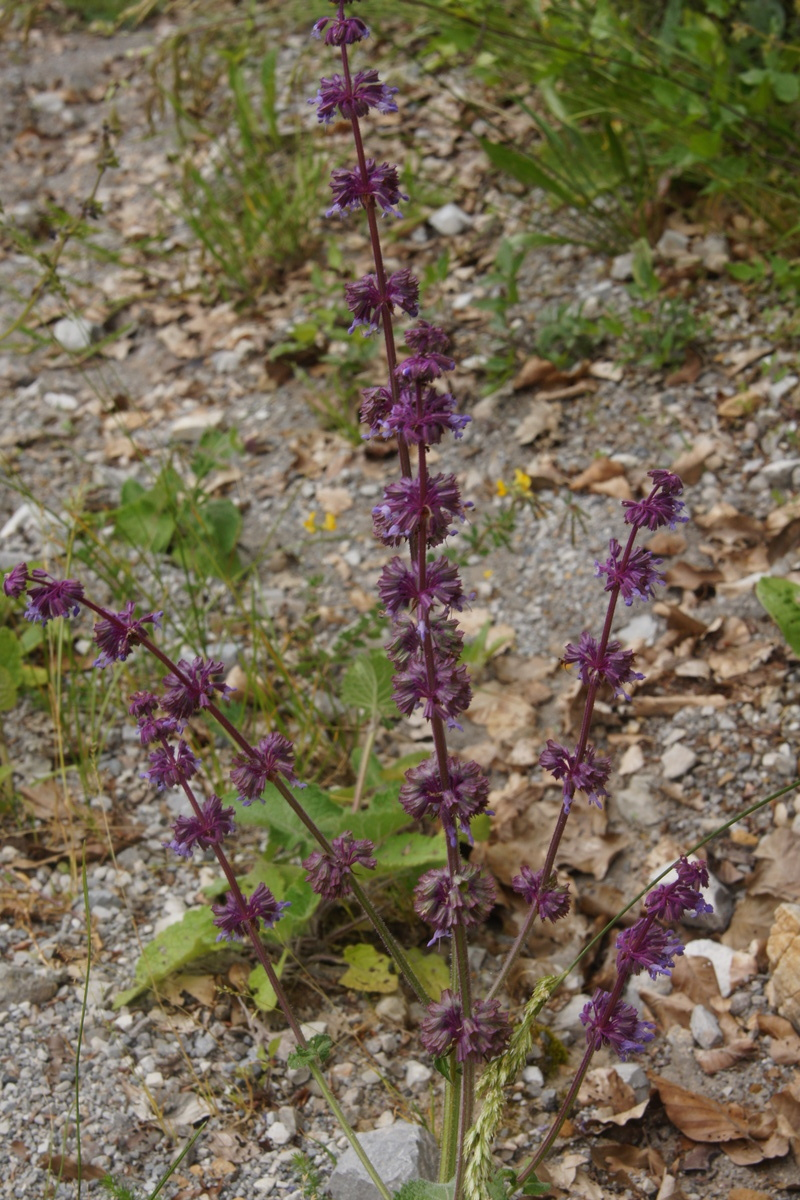
Větve s květenstvími

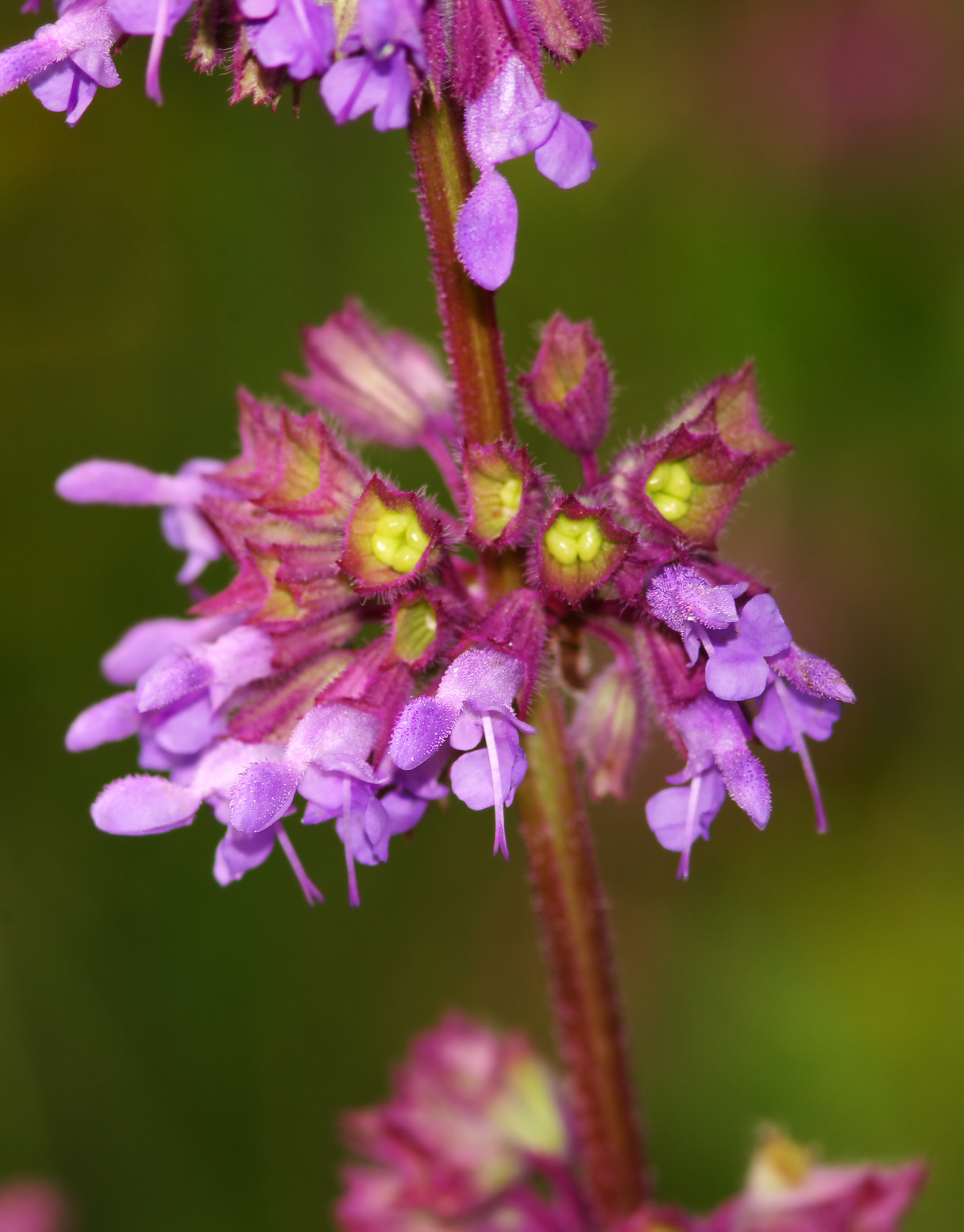
Lichopřeslen s květy

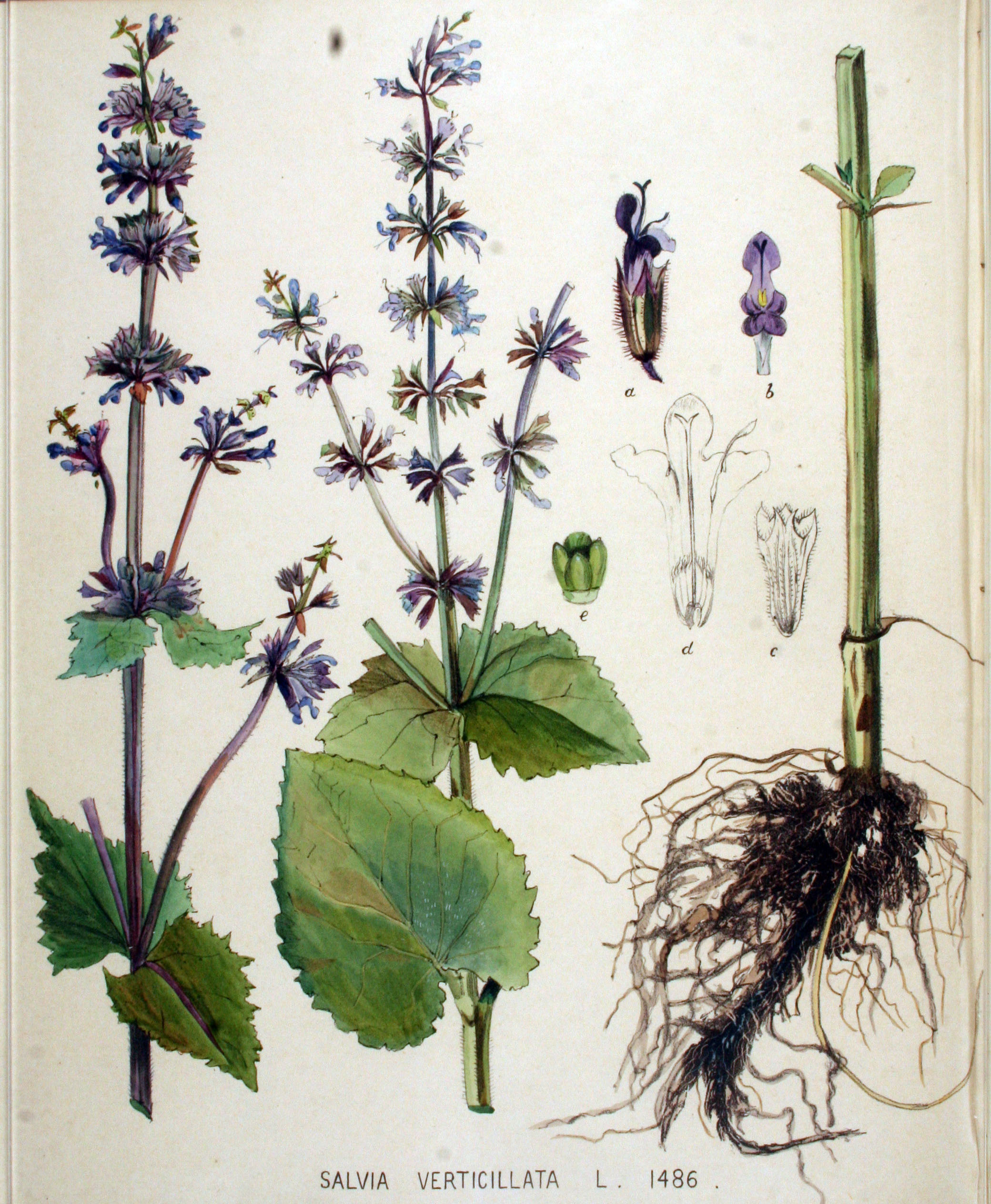
Zobrazení rostliny

Šalvěj přeslenitá (Salvia verticillata) je vytrvalá, přibližně půl metru vysoká bylina kvetoucí v létě mnoha fialovými květy rozmístěnými v přeslenech na vrcholu lodyhy. Je jednou z více než deseti druhů šalvějí vyskytujících se v české přírodě. Lze ji nejčastěji spatřit na slunných místech s vysýchavou půdou. Je sice vydávána za původní druh, ale její původnost v české krajině je nejistá, pravděpodobně se jedná o dávno zdomácnělý archeofyt.

## Rozšíření
Bylina je původním druhem, vyjma severských států, v celé Evropě, na severním Kavkaze a v jihozápadní Asii. V Evropě se ostrůvkovitě vyskytuje od Francie na západě až po Ural v evropském Rusku na východě, na severu je výskyt ohraničen Německem a na jihu Apeninským a Balkánským poloostrovem; druhotně se dostala na Britské ostrovy a do Pobaltí. V Asii se vyskytuje v Turecku, Íránu, Iráku, Kazachstánu a na Kavkaze. Byla zavlečena do Severní Ameriky na severovýchod Spojených států a také na Nový Zéland.
V České republice se nejčastěji vyskytuje v severovýchodních Čechách a na Moravě, relativně vzácná je Čechách západních a jižních. Hojnější je v termofytiku; v mezofytiku se objevuje roztroušeně jen v teplejších oblastech republiky. Na Moravě se vyskytuje častěji i ve vyšších a chladnějších místech. Její výskyt na nejvýše položeném stanovišti je evidován v nadmořské výšce okolo 800 m v Černé v Pošumaví v okrese Český Krumlov.

## Ekologie
Běžně vyrůstá v polostepních, osluněných, teplomilných trávnících a na stanovištích ovlivněných lidskou činností, podél silničních komunikací a železničních tratí, v opuštěných lomech, na rumištích i neobdělávaných polích. Upřednostňuje živinami bohaté, hluboké, vysýchavé, spíše těžké a zásadité půdy. Občas se stává nechtěným objektem cizopasné zárazy bílé. Je hemikryptofyt rozkvétající na českém území od června do počátku srpna. Ploidie druhu je 2n = 16 nebo 32.

## Popis
Vytrvalá rostlina s jednoduchou, nebo již od báze či až v horní části rozvětvenou tuhou lodyhou, vysokou 30 až 90 cm, která je obdobně jako celá rostlina hustě měkce chlupatá. Vyrůstá z tlustého rozvětveného kořene s někdy větvenou kořenovou hlavou. Lodyha, jenž roste z listové růžice za květu již suché, je porostlá čtyřmi až pěti páry křižmostojných, jednoduchých listů trojúhelníkovitě vejčitého tvaru. Čepel listů je na bázi srdčitá až střelovitá, po okraji nepravidelně zubatá, u řapíku má jeden až dva páry oddálených segmentů (ouška), bývá dlouhá 6 až 9 cm, široká 5 až 7 cm a má zpeřenou žilnatinu. U spodních listů je řapík dlouhý až 10 cm, směrem vzhůru se zmenšuje a horní listy jsou téměř přisedlé. Palisty nejsou vyvinuté. Druh je variabilní ve velikosti a tvaru listů, jejich segmentů a i množství chlupů.
Nad listy, z vrcholu lodyhy nebo jejích větví, vyrůstá v bohatých lichopřeslenech 20 až 30 květů vytvářející terminální lichoklas. Květy, vměstnané v paždích nepatrných, nazpět ohnutých listenů, jsou souměrně pětičetné, mají krátké stopky a po odkvětu se sklápějí dolů. Dvoupyský kalich je zelený až fialový, asi 6 mm dlouhý, horní pysk se dělí do tří cípů a spodní do dvou. Koruna je také dvoupyská, růžová až fialová, asi 12 mm dlouhá, horní pysk je rovný a spodní dvoulaločný, korunní trubka je přímá a dvakrát delší než kalich. V koruně jsou vpředu dvě delší, plodné tyčinky a vzadu dvě zakrnělé patyčinky. Fertilní tyčinky ční z koruny společně s dvouramennou bliznou na nitkovité čnělce sehnuté na dolní pysk. Pod svrchním semeníkem srostlým ze dvou plodolistů ústí žlázy produkující nektar.
Protandrické květy (pyl uzrává dřív než vajíčka) jsou opylovány blanokřídlým hmyzem. Po opylení se z nich vyvinou hnědé vejčité tvrdky, velké 1,5 až 2 mm, dělící se na čtyři hladké kulovité plůdky.

## Význam
Šalvěj přeslenitá je nektarodárnou rostlinou, její nektar má velký obsah cukrů. Včely její květy rády navštěvují a získaný med je bílý, hustý, jemně voní a jen pomalu krystalizuje. Někdy bývá zaměňována s jinými léčivými druhy šalvěje.